# Can Verneda
Can Verneda és un edifici del nucli urbà d'Hostalric (Selva), molt a prop de l'església de Nostra Senyora dels Socors. És una obra inclosa en l'Inventari del Patrimoni Arquitectònic de Catalunya.

## Descripció
Té planta rectangular i consta de planta baixa i pis. Ràfec simple i teulada a dues vessants amb teula àrab. Façana de maçoneria. Porta en arc pla, amb brancals i llinda de pedra. Només hi ha dues finestres, una a la part esquerra, i una altra al primer pis, just a sobre de la porta, totes dues amb brancals, llinda i ampit de pedra.